# Downey (Idaho)
Downey é uma cidade localizada no estado americano de Idaho, no Condado de Bannock.

## Demografia
Segundo o censo americano de 2000, a sua população era de 613 habitantes.
Em 2006, foi estimada uma população de 553, um decréscimo de 60 (-9.8%).

## Geografia
De acordo com o United States Census Bureau tem uma área de
2,5 km², dos quais 2,5 km² cobertos por terra e 0,0 km² cobertos por água.

## Localidades na vizinhança
O diagrama seguinte representa as localidades num raio de 32 km ao redor de Downey.